# Spěchá se, spěchá
„Spěchá se, spěchá“ je první singl brněnské rockové skupiny Bronz. Vydán byl v roce 1982 (viz 1982 v hudbě) vydavatelstvím Panton. Nahrán byl ve studiu Československého rozhlasu Brno.
Singl obsahuje dvě písně, k oběma složil hudbu kytarista a zpěvák Bronzu Pavel Váně. Text „Spěchá se, spěchá“ pochází od Františka Ringo Čecha, „Objednávej smích“ napsal Jaroslav Wykrent. Obě skladby byly v roce 2007 vydány na kompilačním CD The Best of...

## Seznam skladeb
1. „Spěchá se, spěchá“ (Váně/Čech) – 3:34
2. „Objednávej smích“ (Váně/Wykrent) – 4:18

## Obsazení
- Bronz
  - Pavel Váně – elektrická kytara, baskytara (1), bicí (1), akustická kytara (2), klávesy (2), zpěv
  - Daniel Forró – klávesy, flétna (2)
  - Richard Lašek – bicí